# Ob jarku (Maribor)

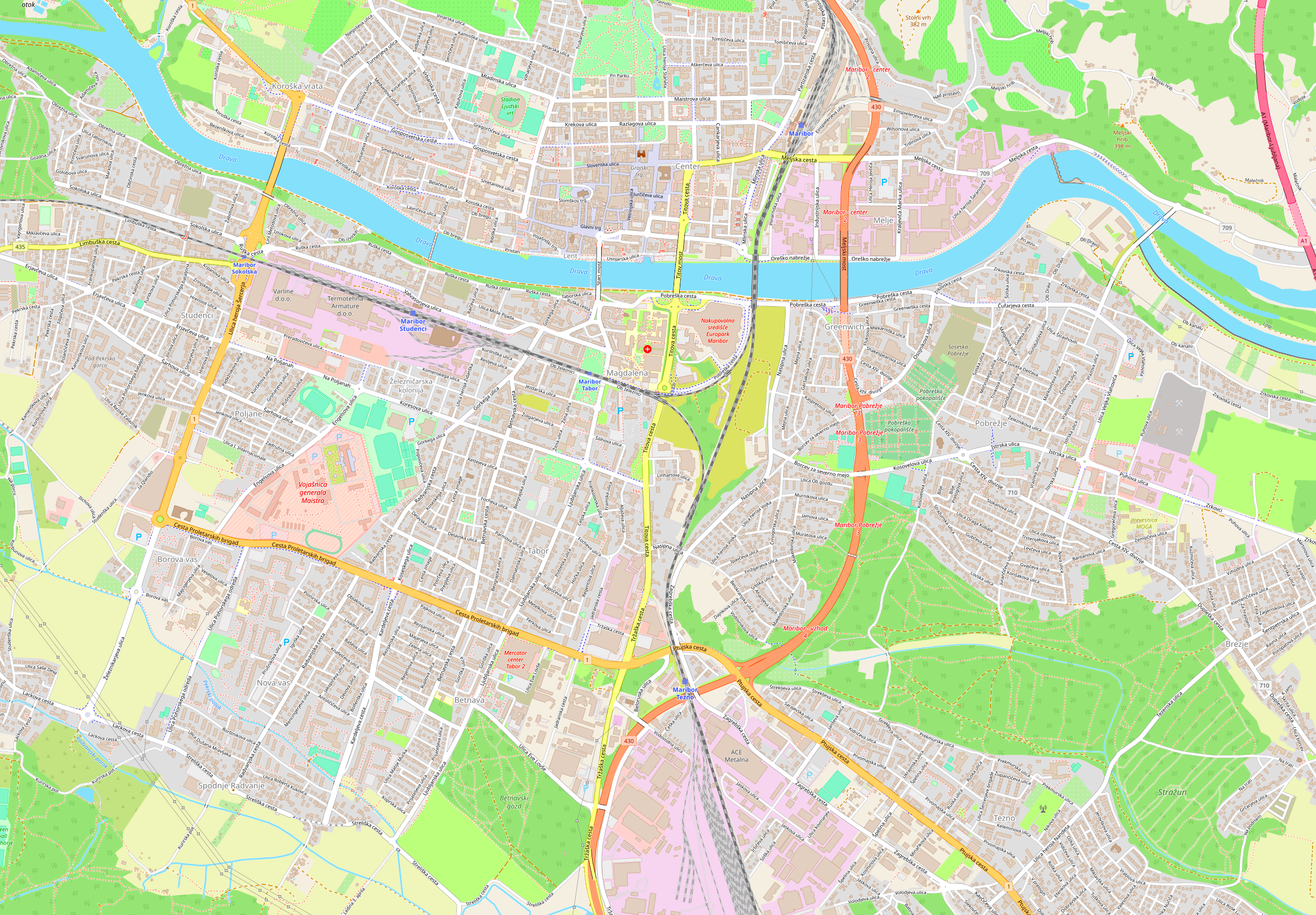

Ob jarku (deutsch: Am Graben) ist der Name einer Straße in der Altstadt von Maribor, Slowenien. Sie ist benannt ihrer ehemaligen Lage am östlichen Stadtgraben von Maribor.

## Geschichte
Im Jahr 1824 erhielt die kleine Straße, die von der Vetrinjska-Straße zur Stadtmauer führte, den Namen Alte Postgasse. Nach Durchbruch und Entfernung der Mauern sowie Aufschüttung des Stadtgrabens erhielt sie 1846 den Namen Stadtgrabengasse. 1873 wurde sie in Grabengasse (Straße am Graben, slowenisch: Ulica ob jarku) umbenannt. Im Jahr 1919 und erneut im Mai 1945 wurde der Name der Straße in Ob jarku geändert. Nach der deutschen Besetzung im April 1941 wurde sie vorübergehend wieder in Grabengasse umbenannt und im selben Jahr in Am Stadtgraben umbenannt. Im Mai 1945 wurde ihm der slowenische Name Ob jarku zurückgegeben.
Die Straße erhielt ihren Namen Ob Jarku, weil sie zum ehemaligen Stadtgraben führte, der ungefähr entlang der heutigen Straßen Ulica slovenske osamosvojitve und Ulica škofa Maksimilijana Držečnika verlief.

## Lage
Die Straße beginnt an der Kreuzung der Straßen Vetrinjska ulica und Tkalski prehod. Sie verbindet die Vetrinjska ulica über die Ulica slovenske osamosvojitve (ehemals Svetozarevska ulica) mit der Ulica heroja Bračiča.

## Bauwerke und Einrichtungen
Salzburški dvor